# Wilhelm Trübner
Heinrich Wilhelm Trübner (Heidelberg, 3 februari 1851 – Karlsruhe, 21 december 1917) was een Duits kunstschilder. Hij werkte als realist, naturalist en impressionist en wordt ingedeeld bij de School van München. 

## Leven en werk
Hij had aanvankelijk geleerd voor goudsmid, het beroep van zijn vader. Anselm Feuerbach, die hij in 1867 leerde kennen, moedigde hem aan te gaan schilderen. Hij studeerde in Karlsruhe van 1867 tot 1868 en in München vanaf 1868. Ook studeerde hij korte tijd in Stuttgart. Hij was onder de indruk van de spontane schildertrant van Gustave Courbet. Na 1872 ondernam hij studiereizen naar Italië, Nederland en België. In 1875 vestigde hij zich weer in München en had daar uitwisseling met schilders als  Lovis Corinth, Max Slevogt en Max Liebermann.
Hij maakte kennis met Wilhelm Leibl. In 1882 richtte hij met Franz von Stuck en Wilhelm Uhde in München de 'Münchener Sezession' op (de eerste Sezession). Hij schilderde aanvankelijk mythologische figuurstukken, later ook landschappen en portretten. In 1892 en 1898 publiceerde hij teksten over kunst. 1901 werd hij lid van de Berliner Sezession. In 1895 werd hij docent in Karlsruhe. Van 1904 tot 1910 was hij directeur van de kunstacademie aldaar, waarna  hij zijn aanstelling als docent behield tot 1917. 
Hij bouwde een omvangrijke kunstverzameling op met werk van tijdgenoten uit eigen kring zoals Anselm Feuerbach, Hans Canon, Wilhelm Leibl, Karl Schuch, Hans Thoma en Theodor Alt, maar ook met werken van oude meesters zoals Lucas Cranach de Oude. Daarnaast verzamelde hij Oost-Aziatische kunst en was in 1909 bruikleengever voor de tentoonstelling Japan und Ostasien in der Kunst. 
Hij schilderde in olieverf op doek en maakte werken op papier in potlood, houtskool en krijt, en in gouache en aquarelverf. Zijn favoriete thema's waren portret, historiestuk, interieur en landschap. Tot zijn leerlingen behoren onder anderen Paul Dahlen (1881-1954) en Hermann Treusch (1876-1962). In Karlsruhe gaf hij les aan Hans Breinlinger (1888-1963) en Robert Breyer (1866-1941). 
De Freie Secession (een afsplitsing van de Berliner Secession) hield in 1918 een tentoonstelling ter zijner nagedachtenis. Hij werd door Hermann Binz vereeuwigd als waterspuwer aan de Stephanienbrunnen in Karlsruhe.

## Afbeeldingen

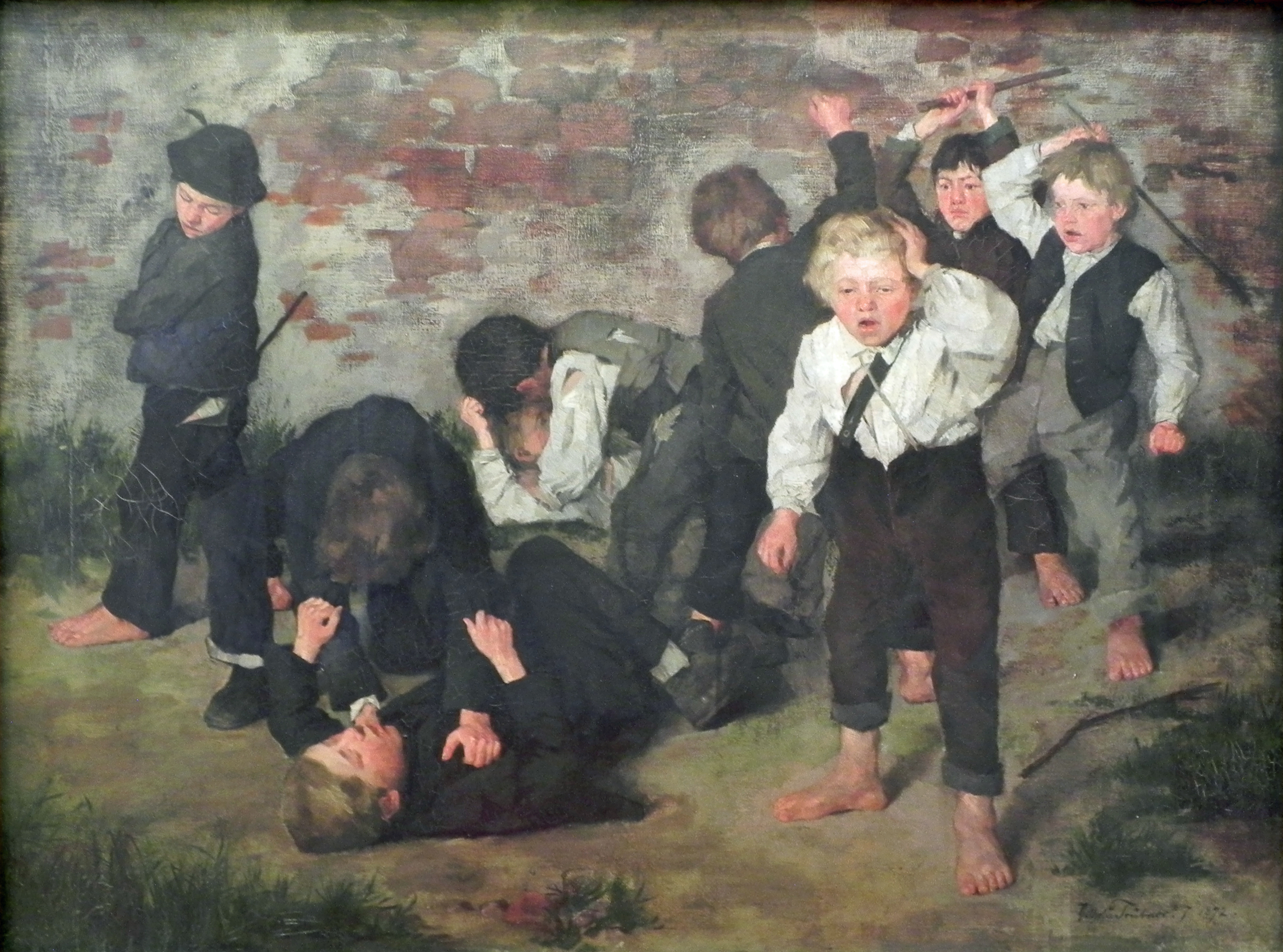
Kwajongens, 1872
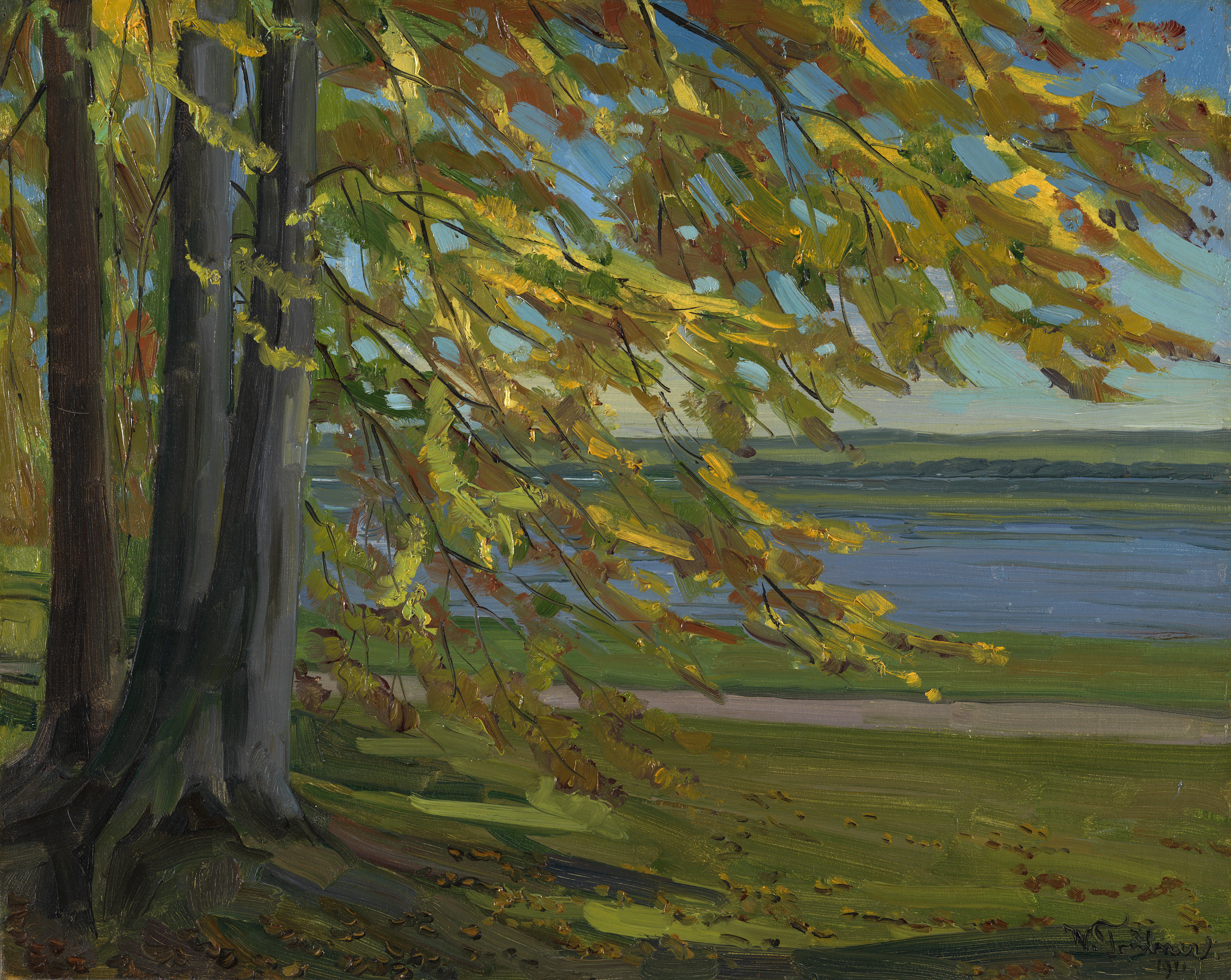
De Starnberger See, 1911
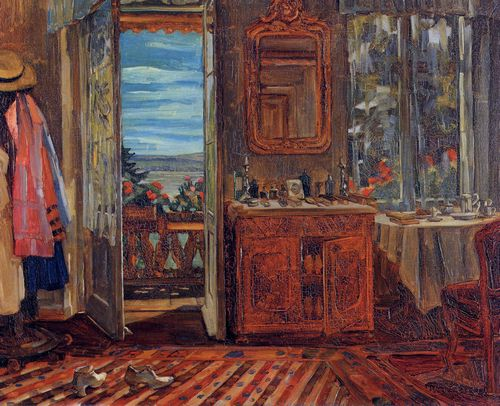
Balkonkamer, 1912
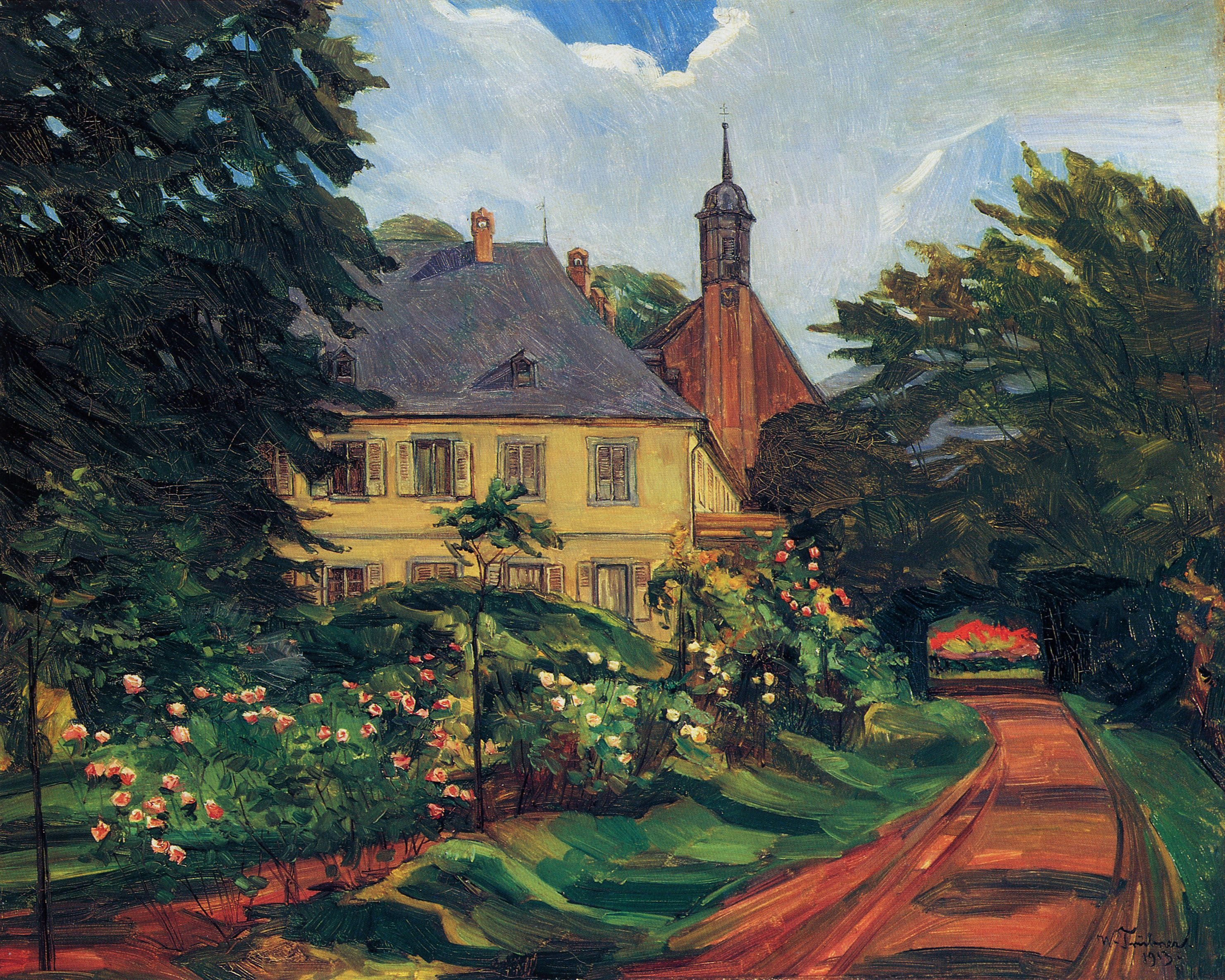
Oprit van stift Neuburg, 1913

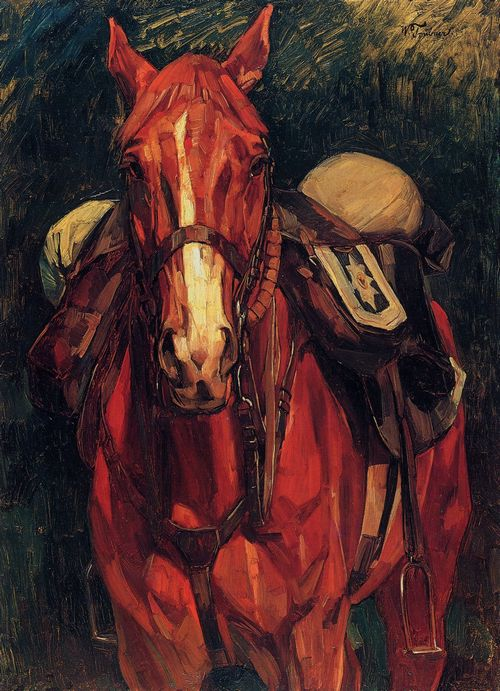
Paard van de erewacht, 1901
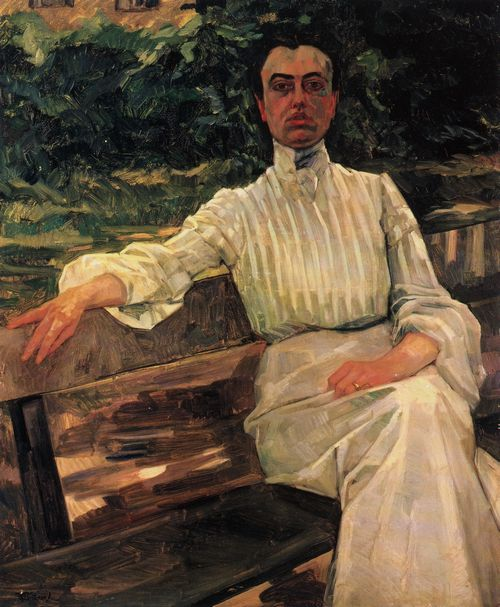
Alice Trübner, 1902
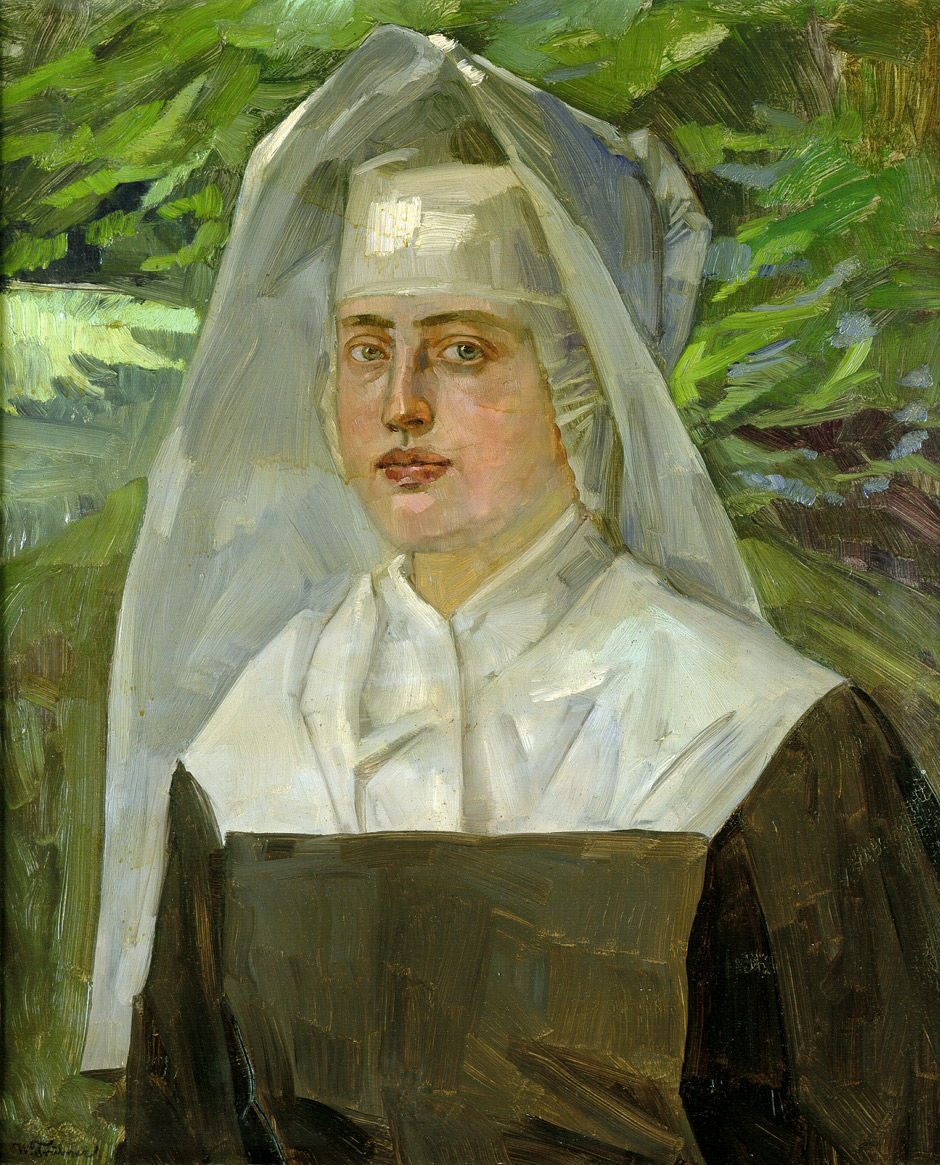
Portret van een non
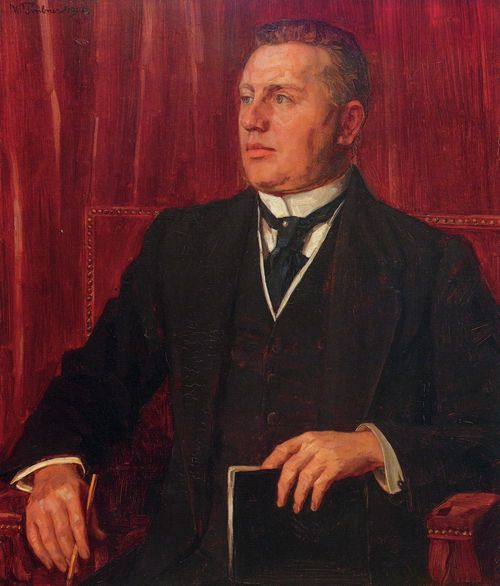
Karl Haberstock, 1914

## Tentoonstellingen (selectie)
- 1889 Galerie Gurlitt, München
- 1911 Badischer Kunstverein, Karlsruhe (naar aanleiding van zijn 60e verjaardag)
- 1913 Berliner Sezession, Berlijn